# 1967
Évszázadok: 19. század – 20. század – 21. század
Évtizedek: 1910-es évek – 1920-as évek – 1930-as évek – 1940-es évek – 1950-es évek – 1960-as évek – 1970-es évek – 1980-as évek – 1990-es évek – 2000-es évek – 2010-es évek
Évek: 1962 – 1963 – 1964 – 1965 –  1966 – 1967 – 1968 – 1969 – 1970 – 1971 – 1972

## Események

### Határozott dátumú események
- január 4. – Meggyilkolják Mohamed Khidert, a Nemzeti Felszabadítási Front (FLN) korábbi főtitkárát.[1]
- január 27. – Az Outer Space Treaty amerikai–brit–szovjet szerződés aláírása a világűr kutatásáról és békés felhasználásáról, amely megtiltja az atom- vagy más tömegpusztító fegyverek Föld körüli pályára, a Holdra, vagy más égitestre való eljuttatását vagy világűrben való állomásoztatását; a szerződés a ratifikációs eljárás után október 10-én lép hatályba.
- január 29. – Magyarországon bevezetik a gyermekgondozási segélyt (GYES).[2]
- január 31. – Románia – a Varsói Szerződés tagállamai közül elsőként – felveszi a diplomáciai kapcsolatokat az NSZK-val.[3]
- február 4–6. – L. I. Brezsnyev vezetésével szovjet párt- és állami küldöttség látogat Csehszlovákiába.[4]
- február 20. – A Német Demokratikus Köztársaságban bevezetik a külön NDK-állampolgárságot.[5]
- február 26. – A Szovjetunióban tartózkodó Kádár János – egy vadászaton – felveti Brezsnyevnek Rákosi Mátyás hazahozatalának kérdését. (Brezsnyev közli, hogy Rákosi nem probléma a számukra.)[6]
- március 17. – A Jugoszláviában élő horvát értelmiségiek nyilatkozata a horvát nyelv önállóságáról.
- március 26.
  - VI. Pál pápa kiadja a Populorum progressio enciklikát.[7]
  - A jugoszláv alkotmány első módosítása.
- március 31. – A Mons közeli Casteau-ban ünnepélyesen megnyitják a Szövetséges Fegyveres Erők Európai Legfelső Parancsnokságát (SHAPE).[8]
- április 6–7. – Washingtonban első alkalommal tanácskozik az Atomtervező Csoport.[8]
- április 14. – A Kállai-kormány lemond, és megalakul a Fock Jenő vezette forradalmi munkás-paraszt kormány.[9]
- április 18. – A jugoszláv alkotmány második módosítása.
- április 21. – A király, II. Konstantin nevében, ám valójában tudta nélkül, katonai junta veszi át a hatalmat Görögországban.[10]
- május 3.–4. – Csehszlovákia Kommunista Pártja (CSKP) Központi Bizottsága a gazdaságban mutatkozó aránytalanságokról és a strukturális hibákról tanácskozik.[11]
- május 9. – A NATO védelmi miniszterei a „nagyszabású megtorlás” elvét a „fokozatos rugalmas válasz” elvével cserélik fel.[12]
- május 18. – Jugoszláviában Mika Špiljak alakít kormányt.[13][14]
- május 23. – Napkitörés zavarja meg világszerte a katona felderítő radarokat.[15]
- június 2. – Berlinben a Reza Pahlavi látogatása elleni tömegtüntetésen egy rendőr fejbe lövi Benno Ohnesorg egyetemi hallgatót.[16]
- június 5–10. – Hatnapos háború Izrael Állam és négy arab ország között. (A zsidó állam elfoglalta Egyiptomtól a Gázai övezetet és a Sínai-félszigetet, Jordániától Ciszjordániát Kelet-Jeruzsálemmel együtt, Szíriától a Golán-fennsíkot.)[17]
- június 9. – A Ceaușescu vezette román delegáció Moszkvában nem írja alá a közel-keleti helyzetről kiadott közös nyilatkozatot, és – szövetségeseitől eltérően – nem szakítja meg a diplomáciai kapcsolatokat Izraellel.
- június 10. – A csehszlovák kormány megszakítja kapcsolatait Izraellel. (Ezt megelőzően a külügyminisztérium határozatban ítéli el a zsidó államot háborús akcióiért.)[18]
- június 12. – 
  - Magyarország megszakítja a diplomáciai kapcsolatokat Izraellel.[19]
  - A belgrádi vezetés – a hatnapos háború miatt – megszakítja a diplomáciai kapcsolatokat Izraellel.[20]
- június 14. – Az Észak-atlanti Tanács Luxemburgban ülésezik, ahol megvitatja a hatnapos izraeli–arab háború tapasztalatait.[8]
- június 17. – Az első kínai kísérleti hidrogénbomba-robbantás.
- június 27–29. – Prágában, a Csehszlovák Írók Szövetségének IV. kongresszusán több író – úm. Václav Havel, Ludvík Vaculík, vagy Pavel Kohout – kritikus hangvételű felszólalása nyomán konfliktus alakul ki a pártvezetés és az írószövetség között.[21]
- július 1. – Az Európai Gazdasági Közösségből, az Európai Szén- és Acélközösségből és az Európai Atomközösségből létrejön az Európai Közösség.[12]
- július 2. – Raymond Barre francia politikus lesz az EGK gazdasági és pénzügyi biztosa.
- július 6. – Magyarországon a Minisztertanács határozatot hoz a 44 órás munkahét fokozatos bevezetéséről.[2]
- július 11.
  - Jugoszláviában elfogadják a külföldi tőkebefektetéseket szabályozó törvényt.[22]
  - Anguilla bejelenti elszakadását, mert nem kíván tartozni Saint Kitts és Nevis szigetéhez (lásd Anguillai Köztársaság
- augusztus 8. – Létrejön a Délkelet-ázsiai Nemzetek Szövetsége, az ASEAN.[23]
- október 8. – A bolíviai La Higuera faluban kivégzik Ernesto Che Guevara argentin származású forradalmárt.
- október 10. – Hatályba lép a január 27-én aláírt Outer Space Treaty amerikai–brit–szovjet szerződés a világűr kutatásáról és békés felhasználásáról, amely megtiltja az atom- vagy más tömegpusztító fegyverek Föld körüli pályára, a Holdra, vagy más égitestre való eljuttatását vagy világűrben való állomásoztatását.
- október 13. – Megnyílik a Mikroszkóp Színpad.
- október 14. – Kolárovo ismét megkapja a városi rangot. (A városban Alexander Dubček mond beszédet.)
- október 16. – Hivatalosan megnyitják a NATO új központját Brüsszelben.[8]
- október 30–31. – A CSKP KB ülésén a növekvő társadalmi és gazdasági gondokat felismerő funkcionáriusok élesen bírálják a Novotný-féle pártvezetést.[24]
- november 30. –  Aláírják a vízummentességről szóló magyar-román kormányközi egyezményt.[25]
- november 30. – Dél-Jemen kikiáltja függetlenségét Nagy-Britanniától.
- december 5. – Rákosi Mátyás és felesége Arzamaszból Gorkijba költözik, a külföldiek számára fenntartott városrészbe.[6]
- december 12. – A NATO Nukleáris Védelmi Ügyek Bizottságának brüsszeli ülésén megvitatják az Atomtervező Csoport jelentését a hadászati nukleáris erőkről, a ballisztikus rakéta–elhárító rakétákról, a nukleáris fegyverek harcászati alkalmazásáról, és a nukleáris tervezésben való nemzeti részvételről.[8]
- december 13. – II. Konstantin görög király elhagyja az országot.[10]
- december 19–21. – A CSKP KB ülésén a többség szembefordul Antonín Novotný-val és kizárják a párt irányvonalát.[26]

### Határozatlan dátumú események
- Népszavazás erősíti meg Gibraltár Nagy-Britanniához tartozását.
- Angliában elfogadják a homoszexualitásra vonatkozó törvényt, amely megengedi két huszonegy év feletti felnőtt homoszexuális aktusát privát helyszínen.[27]
- Világkiállítás Montréalban.
- Több mint 60 ország képviselője aláírja az atomcsendegyezményt.
- Charles de Gaulle kormányzata másodszor is megvétózza Nagy-Britannia felvételét az EGK-be.
- A Ford Mustang megjelenésére válaszul a Chevrolet bemutatja Camaro típusát. A kapható legerősebb motor a 375 lóerős 6490 cm3-es V8-as.
- Biafra tartomány kikiáltja függetlenségét, véres polgárháború tör ki Nigériában.
- Az USA-tól kapott kutatóreaktorral elindul a Béke Atomjai elnevezésű iráni nukleáris program.[28]

## Az év témái

### 1967 az irodalomban
- Mihail Bulgakov: A Mester és Margarita (Мастер и Маргарита) (posztumusz)[29]
- Heller Ágnes: Reneszánsz ember
- Herbert Marcuse: Az utópia vége
- Gabriel García Márquez: Száz év magány (Cien años de soledad)
- Örkény István: Tóték
- Somlyó György – Mesék a mese ellen (versek), Szépirodalmi
- Üvöltés címmel antológia jelenik meg magyarul az amerikai beatnemzedék költőitől

### 1967 a tudományban
- december 3. – Christiaan Barnard sebészprofesszor Fokvárosban elvégzi a történelem első szívátültetését,[30] a páciens a szívátültetést követően még 18 napig élt.
- Az első sikeres májátültetés. (A transzplantációt Denverben Thomas Starzl végezte el.)[30]
- A Venyera–4 szovjet űrszonda leszáll a Vénuszra.

### 1967 a zenében
- Summer of Love Amerikában
- az acid-rock diadalútja
- Az Inti-Illimani folk-zenekar alapítása Chilében - az amerikai indián "pánsíp-zene" világhódító útjának egyik fontos kezdődátuma[31]

#### Fontosabb külföldi albumok
- The Beatles: Sgt. Pepper’s Lonely Hearts Club Band, Magical Mystery Tour
- The Beach Boys: Smiley Smile, Wild Honey
- Cher: With Love, Chér
- Buffalo Springfield: Buffalo Springfield Again
- The Rolling Stones: Between the Buttons, Their Satanic Majesties Request
- Pink Floyd: The Piper at the Gates of Dawn
- Elvis Presley: How Great Thou Art
- The Monkees: More of the Monkees / Headquarters / Pisces, Aquarius, Capricorn & Jones Ltd.
- Frank Sinatra: Francis Albert Sinatra & Antonio Carlos Jobim / The World We Knew
- Sonny & Cher: In Case You're in Love
- The Animals: Eric Is Here / Winds of Change
- Janis Joplin: Big Brother & the Holding Company
- The Jimi Hendrix Experience: Are You Experienced?, Axis: Bold as Love
- The Velvet Underground: The Velvet Underground and Nico
- Cream: Disraeli Gears
- Nancy Sinatra: Sugar / Country, My Way
- Irene Cara: Ésta es Irene
- The Doors: The Doors, Strange Days
- Jefferson Airplane: Surrealistic Pillow, After Bathing at Baxter’s
- Bob Dylan: Bob Dylan’s Greatest Hits, John Wesley Harding
- The Who: The Who Sell Out
- The Mothers of Invention: Absolutely Free
- Bee Gees: Turn Around, Look at Us
- Bee Gees: Bee Gees’ 1st

#### Magyar lemezek
- Illés: Ezek a fiatalok
- Kovács Kati: Bolond az én szívem

## Születések
- január 2. – James Marshall, amerikai színész
- január 18. – Iván Zamorano, chilei labdarúgó
- január 23. – Czinkóczi Zsuzsa, magyar színésznő
- február 2. – Anthony Hardwood, magyar születésű amerikai pornószínész
- február 5. – Ólafur Elíasson, izlandi-dán képzőművész
- február 7. – Nicolae Ciucă román liberális párti politikus, nemzetvédelmi miniszter
- február 14. – Bernie Moreno kolumbiai születésű amerikai politikus
- február 15. – Orosz Anna magyar színésznő, szinkronszínésznő, Gabriela Spanic állandó magyar hangja
- február 20. – Kurt Cobain, amerikai rockzenész († 1994)
- február 22. – Dragan Đilas, Szerb politikus
- február 28. – Dwight Mullins kanadai jégkorongozó
- március 1. – Gela Bezsuasvili, grúz diplomata és politikus, 2005–2008 között Grúzia külügyminisztere
- március 6. – Mihai Tudose román jogász, szociáldemokrata párti politikus, gazdasági miniszter
- március 16. – Lauren Graham, amerikai színésznő
- március 30. – Barabási Albert László, fizikus
- március 30. – Christopher Bowman világbajnoki érmes, többszörös amerikai bajnok műkorcsolyázó († 2008)
- április 15. – Dara Torres, amerikai úszónő
- április 29. – Ábrahám Attila, olimpiai bajnok kajakozó, sportvezető
- május 17. – Cameron Bancroft, kanadai színész
- május 29. – Andy Larkin, tinédzser
- június 3. – Darnyi Tamás, magyar úszó, többszörös olimpiai és világbajnok
- június 14. – Filippa Reinfeldt, svéd politikus
- június 20. – Lovasi András, énekes, szövegíró
- június 20. – Nicole Kidman, ausztrál színésznő
- július 1. – Pamela Anderson, kanadai-amerikai színésznő és modell
- július 20. – Biró Anikó, magyar színésznő
- július 26. – Jason Statham, angol színész, producer, harcművész
- július 27. – Sasha Mitchell, amerikai színész (a Kickboxer című filmek főszereplője)
- augusztus 16. – Ulrich Gábor, Balázs Béla-díj-as filmrendező, képzőművész
- augusztus 19. – Kökényessy Ági magyar színésznő, szinkronszínész
- augusztus 21. – Serj Tankian, örmény származású amerikai rockzenész, System of a Down énekese, billentyűse, alkalmi gitárosa
- augusztus 21. – Pálffy Tibor, színművész
- augusztus 25. – Jon Husted, amerikai politikus, szenátor
- augusztus 29. – Jiří Růžek, cseh fotóművész
- szeptember 3. – Temur Iakobasvili, grúz diplomata és politikus
- szeptember 16. – Alain Claude Bilie By Nze, gabon miniszterelnöke
- szeptember 29. – Dónusz Éva, olimpiai bajnok kajakozó
- október 10. – Gavin Newsom, amerikai politikus és üzletember
- október 20. – Erdélyi Mónika, televíziós személyiség, műsorvezető
- október 28. – Mics Ildikó, magyar színésznő, szinkronszínésznő
- október 28. – Julia Roberts, amerikai színésznő
- október 29. – Kun Péter, az Edda Művek egykori gitárosa († 1993)
- november 7. – David Guetta, francia zenei producer és house–DJ
- november 17.
  - Mécs Mónika, magyar producer
  - Ősi Ildikó, magyar színésznő, szinkronszínész
- november 22. – Alföldi Róbert, Jászai Mari-díjas magyar színész, rendező
- november 22. – Boris Becker, német teniszező
- november 22. – Mark Ruffalo, amerikai színész
- november 26. – Kósz Zoltán, olimpiai bajnok vízilabdázó
- december 5. – Tóth Krisztina író, költő, képzőművész
- december 13. – Jamie Foxx, amerikai színész, komikus, énekes és dalszövegíró
- december 17. – Gigi D’Agostino, olasz zenész és lemezlovas
- december 18. – Bárány Attila, magyar lemezlovas és rádiós műsorvezető
- december 23. – Carla Bruni francia manöken, énekes-dalszerző, Nicolas Sarkozy felesége

## Halálozások

### Január
- január 2.
  - Bárd András, a kommunista mozgalom harcosa (* 1900)[32]
  - Iványi József János Kossuth-díjas brácsaművész (* 1920)[33]
- január 3.
  - Olga Milles(wd) osztrák-svéd festő, éremművész (* 1874)
  - Jack Ruby, amerikai bártulajdonos, Lee Harvey Oswald gyilkosa[1] (* 1911)
- január 4. – Mohamed Khider algériai politikus[1] (* 1912)
- január 8.
  - Zbigniew Cybulski lengyel színész (* 1927)
  - Nyikolaj Ohlopkov szovjet rendező, színész  (* 1900)[33]
- január 14. – Kállay Miklós, miniszterelnök (* 1887)
- január 15. – Szirmai Albert, zeneszerző (* 1880)[33]
- január 16. – Robert J. Van de Graaff, amerikai fizikus (* 1901) (Van de Graaff-generátor)
- január 27. – Szilágyi Dezső, a kommunista mozgalom harcosa (* 1897)[33]
- január 31. – Bónyi Adorján, író, újságíró (* 1893)[32]

### Február
- február 9. – Uzonyi György magyar ügyvéd, országgyűlési képviselő (* 1885)
- február 12. – Basilides Barna festő,[32] grafikus, gobelintervező (* 1903)
- február 16. – Marie Majerová csehszlovák írónő (* 1882)[33]
- február 18. – Robert Oppenheimer, amerikai atomfizikus (* 1904)[33]
- február 27. – Kocsis Pál, Kossuth-díjas szőlőnemesítő (* 1884)[33]
- február 28. – Tóth Péter, kétszeres olimpiai bajnok vívó  (* 1882)

### Március
- március 6.
  - Kodály Zoltán, háromszoros Kossuth-díjas zeneszerző, zenepedagógus (* 1882)[33]
  - Eddy Nelson amerikai filmszínész, énekes (* 1902)[33]
- március 8. – dr Szörényi Andor  római katolikus pap, biblikus doktor (* 1908)
- március 16. – Liska József Kossuth-díjas gépészmérnök, egyetemi tanár  (* 1886)[33]
- március 16. – Szegedi Boriska író[33]
- március 18. – Baghy Gyula, a magyarországi eszperantó mozgalom kiemelkedő alakja (* 1891)
- március 25. – Faragó László magyar ügyvéd, újságíró, lapszerkesztő (* 1896)
- március 31. – Rogyion Jakovlevics Malinovszkij, a Szovjetunió marsallja, és honvédelmi minisztere (* 1898)[33]

### Április
- április 1. – Haász Árpád közgazdász Marx Károly Közgazdaságtudományi Egyetem tanszékvezető tanára (* 1896)[32]
- április 19.
  - Halpern Olga, műfordító (* 1887)[32]
  - Konrad Adenauer, német politikus, az NSZK első kancellárja[32] 1968}} (1967), 110. old.;</ref> (* 1876)
- április 24.
  - Széchenyi Zsigmond, író, vadász, Afrika-utazó (* 1898)[33]
  - Vlagyimir Mihajlovics Komarov – szovjet mérnök-ezredes, űrhajós (* 1907)[33]

### Május
- május 5. – Babus Jolán tanár, néprajzkutató (* 1917)
- május 13. – Kaesz Gyula Kossuth-díjas iparművész (* 1897)[33]
- május 14.
  - Gyetvai János újságíró (* 1889)[32]
  - Osvaldo Moles, brazil újságíró (* 1913)
- május 21. – Lakatos Géza, vezérezredes, politikus (* 1890)
- május 28. – Szőllősi Endre, szobrászművész (* 1910)[34]
- május 29. – Árus Tibor magyar igazgatási szakember, Békés megyei tanácsi főtisztviselő (* 1923)
- május 30. – Dékány András József Attila díjas író (* 1903)[32]

### Június
- június 2.
  - Ferenczy Béni kétszeres Kossuth-díjas szobrász- és grafikusművész (* 1890)[32]
  - Kausz József plébános, író, költő (* 1879)
- június 10. – Spencer Tracy, amerikai filmszínész (* 1900)[34]
- június 11. – Esterházy János magyar huszárhadnagy, földbirtokos, felsőházi tag (* 1900)
- június 12. – Cholnoky László, Kossuth-díjas egyetemi tanár, a kémiai tudományok doktora (* 1899)[32]
- június 16. – Eugénie Cotton, a Nemzetközi Demokratikus Nőszövetség elnöke, Lenin-béke-díjas (* 1881)[32]

### Július
- július 8. – Vivien Leigh, angol színésznő (* 1913)
- július 17. – John Coltrane, amerikai jazz-zenész (* 1926)
- július 21. – Basil Rathbone, angol színész (* 1892)
- július 22. – Kassák Lajos, író, költő, műfordító, képzőművész (* 1887)
- július 26. – Füst Milán, író, költő, drámaíró, esztéta (* 1888)
- július 27. – Blattner Géza, festő, grafikus és bábművész (* 1893)

### Augusztus
- augusztus 5. – Bródy György, kétszeres olimpiai bajnok vízilabdázó (* 1908)
- augusztus 6. – Áprily Lajos, költő (* 1887)
- augusztus 31. – Ilja Ehrenburg, szovjet–orosz író, költő, publicista (* 1891)

### Szeptember
- szeptember 1. – Siegfried Sassoon, angol író, költő (* 1886)

### Október
- október 7. – Sir Norman Angell, Nobel-békedíjas angol író, publicista (* 1874)
- október 8. – Ernesto Che Guevara, argentínai származású latin-amerikai forradalmár, orvos (* 1928)
- október 12. – Günther Blumentritt német tábornok, aki a második világháborúban jelentős tervezőmunkát végzett (* 1892)

### November
- november 12. – Hámory Imre operaénekes (* 1909)
- november 20. – Andreánszky Gábor botanikus, paleobotanikus, az MTA tagja (* 1895)
- november 23. – Szügyi Zoltán vezérőrnagy, a Szent László hadosztály parancsnoka (* 1896)
- november 24. – Benedek Jenő a Magyar Jogász Szövetség főtitkára  (* 1908)[32]
- november 29. – Münnich Ferenc magyar kommunista politikus, 1956 után a rendszer második legfontosabb káderja, a rendszer egyik jelképe (* 1886)

### December
- december 6.  – Schick Béla gyermekorvos (* 1877)
- december 16. – Eugène Pollet olimpiai bronzérmes francia tornász (* 1886)
- december 25. – Iván István ötvös- és éremművész (* 1905)

## Nobel-díjasok
- A Nobel-díjat a svéd Alfred Nobel alapította, 1901 óta adják át, melyet a Svéd Királyi Tudományos Akadémia ítél oda a tudomány, az irodalom és humanitárius területen kimagasló eredményt elért magánszemélyeknek, illetve intézményeknek.

| Fizikai            | Hans Albrecht Bethe                                          |
| Kémiai             | Manfred Eigen, Ronald George Wreyford Norrish, George Porter |
| Orvosi-fiziológiai | Ragnar Granit, Haldan Keffer Hartline, George Wald           |
| Irodalmi           | Miguel Ángel Asturias                                        |
| Béke               | nem adták ki                                                 |